# Germanofobie
Germanofobie of antigermanisme is een afkeer van alles wat Duits is. De naam is een combinatie van het Latijnse Germania, een benaming voor het gebied waar nu Duitsland ligt, en het Griekse φόβος phóbos, dat angst betekent.